# Selo
 Ovo je glavno značenje pojma Selo. Za druga značenja pogledajte Selo (Čabar), gradsko naselje Čabra.
Selo je uz grad jedno od dva osnovna tipa ljudskih naselja. Riječ selo je praslavenskog postanja iz korijena sed- (zajednički s drugim riječima:sijelo, naselje i dr.) koji je s duljenjem prešao u sjesti. Definira se na dva načina:
- Pored grada i mješovitog naselja (koje nastaje razvojem sela), kao polifunkcijskih naselja, selo se može definirati kao monofunkcijsko naselje. To znači da je to naselje u kojem prevladavaju primarne djelatnosti, ponajprije poljoprivreda. Neka sela pored glavnog mogu imati i nekoliko sporednih zanimanja, primjerice zdravstvo i školstvo.
- Po drugoj definiciji selo je svako naselje s malim brojem stanovnika.

Zaselak je selo s tek nekoliko kuća.
Znamenita svjetska sela su:
| - Austrija: Hallstatt - Belgija: Spiennes - Češka: Holašovice - Estonija: Kihnu - Japan: Shirakawa-go i Gokayama | - Južna Koreja: Hahoe i Yangdong - NR Kina: Xidi i Hongcun - Litva: Kernavė - Mađarska: Hollókő - Slovačka: Vlkolínec |

## Vanjske poveznice
- Slike afričkih sela  Arhivirana inačica izvorne stranice od 1. siječnja 2007. (Wayback Machine)